# Tony (Wisconsin)
Tony es una villa ubicada en el condado de Rusk en el estado estadounidense de Wisconsin. En el Censo de 2010 tenía una población de 113 habitantes y una densidad poblacional de 21,55 personas por km².

## Geografía
Tony se encuentra ubicada en las coordenadas 45°28′49″N 90°59′50″O / 45.48028, -90.99722. Según la Oficina del Censo de los Estados Unidos, Tony tiene una superficie total de 5.24 km², de la cual 5.24 km² corresponden a tierra firme y (0%) 0 km² es agua.

## Demografía
Según el censo de 2010, había 113 personas residiendo en Tony. La densidad de población era de 21,55 hab./km². De los 113 habitantes, Tony estaba compuesto por el 92.04% blancos, el 6.19% eran afroamericanos, el 0.88% eran amerindios, el 0% eran asiáticos, el 0% eran isleños del Pacífico, el 0.88% eran de otras razas y el 0% pertenecían a dos o más razas. Del total de la población el 0.88% eran hispanos o latinos de cualquier raza.